# Gabriel Bonmati
Gabriel Bonmati (1928 au Maroc – juillet 2005 à Laval dans la  province de Québec au Canada) est un peintre français ayant vécu au Maroc et au Québec.

## Biographie
Gabriel Bonmati est né au Maroc d'une famille franco-espagnole. Il a été formé aux belles-lettres françaises, à la philosophie et à la littérature gréco-latine à travers le cours classique traditionnel. Ensuite, il a poursuivi des études à l'École des beaux-arts de Paris et à celle de Marseille. Études qui le mèneront au professorat en arts plastiques.
De 1952 à 1965, il a enseigné dans un lycée pour filles à Casablanca. Parallèlement, Gabriel Bonmati mène avec succès une carrière d'artiste-peintre dans laquelle il expose ses toiles dans des vernissages. 
À Casablanca, il rencontre en 1960 un autre peintre Lucien Bensaid qui le sensibilise à la technique de la sérigraphie.
Par la suite, Bonmati obtient un poste de directeur au Centre documentaire et éducationnel de l'Académie de Nice. Gabriel Bonmati continue d'exposer ses toiles à Menton, Nice et Monte-Carlo.
En 1967, il se rend à Montréal pour l'Exposition universelle de 1967 (Expo 67) et c'est le coup de foudre pour les paysages du Québec. Bonmati poursuit son œuvre artistique qu'il fait connaître à travers des vernissages à Montréal. De plus, il va aussi travailler aux États-Unis. Au début des années 1970, il fut professeur d'arts plastiques à la polyvalente curé Antoine Labelle à Laval au Québec. D'autre part, Bonmati expose ses tableaux de dames en France au côté des illustres Salvador Dalí et Marc Chagall. Gabriel Bonmati est passé maître pour nuancer les couleurs et jouer avec les clairs-obscurs. De plus, il lui est aisé de recréer l'environnement qui l'entoure. Les peintures de Bonmati sont majoritairement inspirées par ses voyages et par ses expériences diverses. Le peintre Bonmati imagine souvent des portraits de dames nobles du Moyen-Orient au visage intemporel. 
Ayant vécu au Québec, Bonmati reproduit parfois les montagnes de Charlevoix dans un décor tant sensible que champêtre. Par ailleurs, Gabriel Bonmati agrémente d'éléments symboliques ses toiles en y ajoutant des bijoux, des vêtements richement ornés ou du mobilier d'un autre âge. La présentation des visages féminins de ses tableaux invitent autant le néophyte que l'expert à découvrir le monde enchanteur de cet artiste de grand talent. L'imaginaire de Bonmati met en scène des reines somptueuses et leurs suivantes richement vêtues dans un décor mythique et rêveur.

## Distinctions
- 1968 : Grand prix de l'Académie de Corse